# Adelius australiensis
Adelius australiensis är en stekelart som först beskrevs av William Harris Ashmead 1900.  Adelius australiensis ingår i släktet Adelius och familjen bracksteklar. Inga underarter finns listade i Catalogue of Life.